# Alyssum strigosum
Alyssum strigosum är en korsblommig växtart som beskrevs av Joseph Banks och Daniel Carl Solander. Enligt Catalogue of Life ingår Alyssum strigosum i släktet stenörter och familjen korsblommiga växter, men enligt Dyntaxa är tillhörigheten istället släktet stenörter och familjen korsblommiga växter. Arten förekommer tillfälligt i Sverige, men reproducerar sig inte. Inga underarter finns listade i Catalogue of Life.

## Bildgalleri

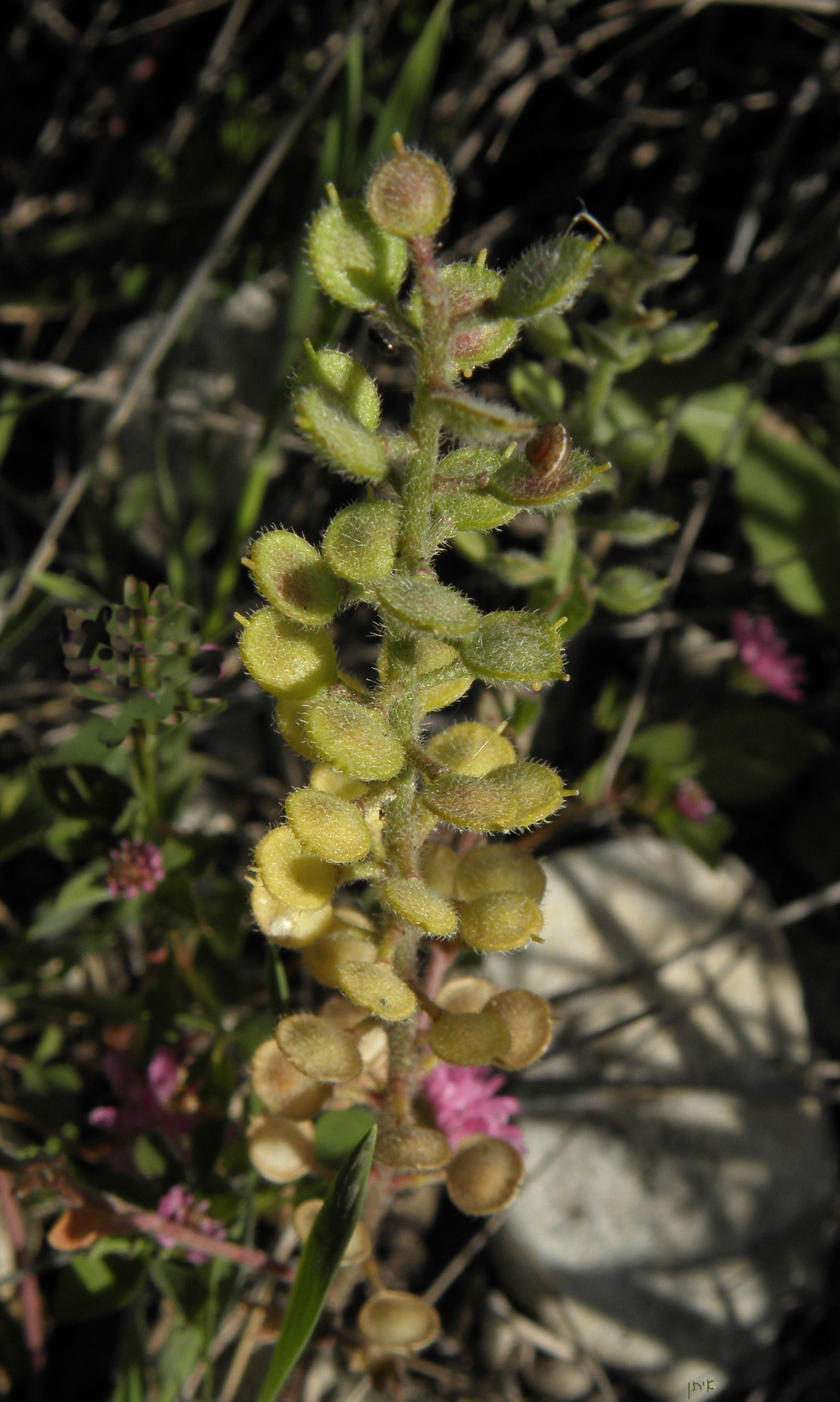